# Kopalnia Węgla Kamiennego „Wesoła”
Kopalnia Węgla Kamiennego „Wesoła” (niem. Fürstengrube, po 1922 roku Książę, od 1 stycznia 1937 roku i od 1 stycznia 1946 roku Harcerska, od stycznia 1967 do 1990 roku Lenin) – kopalnia węgla kamiennego położona w Mysłowicach - Wesołej i Katowicach-Murckach (administracja w Mysłowicach). Od 1 stycznia 2007 roku kopalnia funkcjonuje jako ruch „Wesoła” Kopalni Węgla Kamiennego „Mysłowice-Wesoła”, która należy do Polskiej Grupy Górniczej.

## Historia

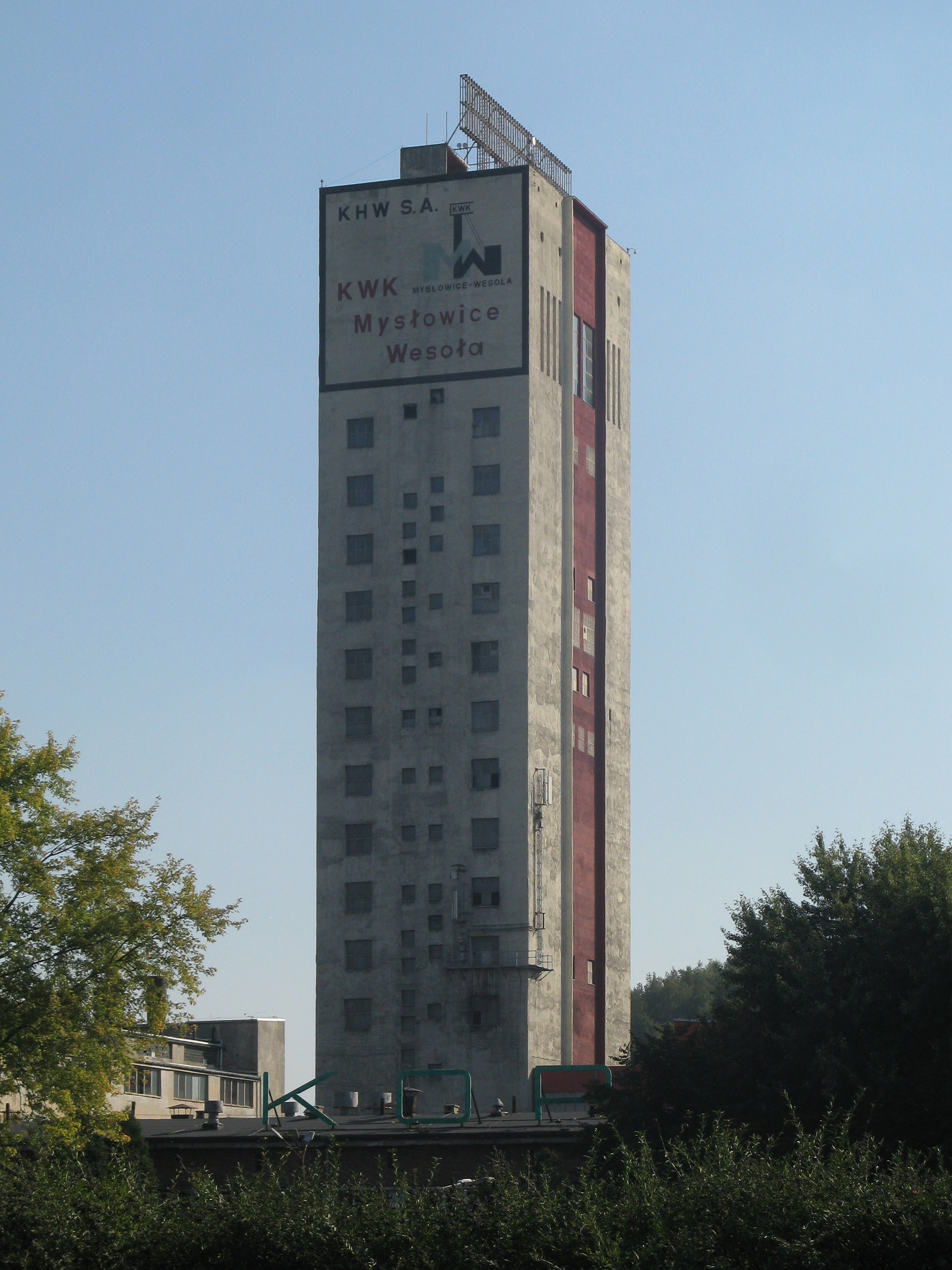
Ruch „Wesoła”, wieża wyciągowa szybu wdechowego Karol, zgłębionego w 1966 roku, położona w Katowicach-Murckach (2018)

- 1911 − na wschodnim krańcu gminy Murcki, przy granicy z Ławkami i Wesołą rozpoczęto budowę kopalni głębinowej[2], która należała do księcia pszczyńskiego Jana Henryka XV Hochberga księcia von Pless.
- 1914 − uruchomiono kopalnię „Fürstengrube” w Murckach[2].
- 1922 − nazwę kopalni spolszczono na „Książę”[2].
- 1 sierpnia 1925 − 1 stycznia 1929 − połączenie z kopalnią „Emanuel”[2] (obecnie KWK „Murcki”).
- 1931 − unieruchomienie kopalni.
- 1937 − nazwę nieczynnej kopalni zmieniono na „Harcerska”.
- 1940 − ponowne uruchomienie kopalni. 1 stycznia 1941 roku kopalnię przejęła spółka Fürstengrube G.m.b.H. w Katowicach. W latach okupacji siłą roboczą kopalni byli więźniowie obozu koncentracyjnego w sąsiednich Ławkach. Obecnie na terenie kopalni znajduje się pomnik ku czci ofiar obozu koncentracyjnego „Fürstengrube”.
- 1945−1946 − kopalnia należała do Mikołowskiego Zjednoczenia  Przemysłu Węglowego, a w 1947 do Jaworznicko-Mikołowskiego Zjednoczenia Przemysłu Węglowego. W czasie okupacji kopalnia ponownie nazywała się „Fürstengrube”, a w 1945 znowu „Książę”.
- 1946, 1 stycznia − nazwę kopalni zmieniono ponownie na „Harcerska”.
- 1947, 1 stycznia − kopalnia „Harcerska” została połączona z nowo wybudowaną kopalnią „Wesoła” i otrzymała nazwę „Wesoła”.
- 1949−1953 − kopalnia w budowie stanowiła odrębne przedsiębiorstwo „Wesoła II”.
- 1952, 21 lipca − kopalnia „Wesoła II” została oddana do eksploatacji. Dawna kopalnia „Harcerska” została przemianowana na „Wesoła I”.
- 1954, 1 stycznia − kopalnie „Wesoła I” i „Wesoła II” stały się ponownie jednym przedsiębiorstwem pod nazwą Kopalnia Węgla Kamiennego „Wesoła”.
- 1967 − zmieniono nazwę kopalni na „Lenin”, na cześć wodza rewolucji październikowej Włodzimierza Iljicza Lenina.
- 1971 – 2 grudnia podczas wizyty Edwarda Gierka kopalnię „Lenin” udekorowano Orderem Sztandaru Pracy I klasy[5]
- 1990 − przywrócono nazwę „Wesoła” i usunięto pomnik Lenina.
- 1993 − kopalnia należy do Katowickiego Holdingu Węglowego S.A.
- 2006 − kopalnia „Wesoła” była największą kopalnią w Katowickim Holdingu Węglowym i posiadała najwyższą  wydajność przeróbki mechanicznej węgla, zatrudniała też najwięcej pracowników. Operatywne zasoby węgla wynosiły wtedy około 220 mln ton.
- 2007, 1 stycznia − kopalnię połączono z KWK „Mysłowice” pod wspólną nazwą KWK „Mysłowice-Wesoła”.
- 2014, 6 października doszło do wybuchu metanu. W wyniku zdarzenia zginęło 5 górników, a 26 zostało rannych.[6]
- 2015, 1 czerwca − ruch „Mysłowice” został przekazany do Spółki Restrukturyzacji Kopalń i unieruchomiony.

## Pozostałe informacje
- 1947 − przy kopalni „Wesoła”  został założony polski klub piłkarski Górnik Wesoła